# Мурман (телерадиокомпания)
Государственная телевизионная и радиовещательная компания «Мурман» — филиал ФГУП «Всероссийская государственная телевизионная и радиовещательная компания» в Мурманской области.

## История
Создана как Комитет по радиофикации и радиовещанию при Мурманском облисполкоме в 1938 году. Первый эфир Мурманской области начался 6 ноября 1957 года. Первой передачей Мурманского Телевидения была «Край, рожденный Октябрем». В 1967 году ввели в строй радиорелейную линию «Орбита». Так в Мурманск пришло Центральное телевидение. В 1981 году полностью перешли на цветное изображение. В 1982 году пришла передвижная телевизионная станция «Магнолия». В 1992 Комитет по телевидению и радиовещанию МО был переименован в ГТРК «Мурман». В 2004 году ГТРК «Мурман» стал филиалом ВГТРК.

## Теле- и радиоканалы
- Телеканал Россия-1 Мурман
- Телеканал Россия-24 Мурман
- Радиоканал Радио России Мурман
- Радиоканал Радио Маяк Мурман
- Радиоканал Вести ФМ Мурман

В 1969 году в Заполярье были образованы две городских редакции ГТРК «Мурман»: одна — в Североморске («Радио Североморск», ныне «Север-FM») другая — в Апатитах.

## Программы
- «Вести-Мурман»
- «Утро-Вести. Мурман»
- "Местное время. Воскресенье

## Радио России — Мурманск
Передачи:
«Север мой»
«Факты и комментарии»
«Негасимая лампада»
«Мнение депутата»
«Вести — Мурманск»
«Лапы и хвосты»
«Радиостанция Атлантика» (1965-2004 и 2014-2021). Ведущие: Юрий Филиппов, Елена Дмитриева, Дмитрий Ермолаев, Юлия Климова, Елена Горбатова.
Вещание в регионе:
Алакуртти — 103,1 FM
Заполярный — 107,9 FM
Зеленоборский — 100,5 FM
Кандалакша — 102,2 FM
Кировск и Апатиты — 102 FM
Ловозеро — 102,1 FM
Мончегорск — 107,5 FM
Мурманск — 107,4 FM
Оленегорск — 101,8 FM
Полярные Зори — 107,7 FM
Приречный — 105,6 FM
Ревда — 101,6 FM
Териберка — 103,8 FM
Туманный — 102,3 FM
Умба — 102,3 FM